# Energie electrică

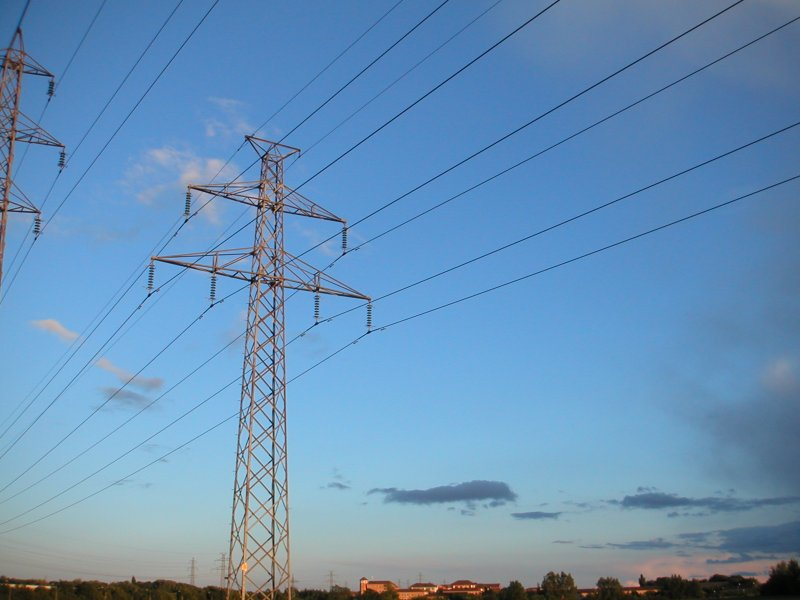
Linii de înaltă tensiune Lund, Suedia

Energia electrică este energia asociată electricității. Poate fi energie potențială electrică sau energie cinetică a deplasării electronilor într-un curent electric. Atunci când este folosit în mod aproximativ pentru a descrie energia absorbită sau furnizată de un circuit electric (de exemplu, una furnizată de un aparat electric), termenul „energie electrică” se referă la energia care a fost transformată din energia potențialului electric. Această energie este o combinație de curent electric și potențial electric prezente în circuit, făcute disponibile prin intermediul unui generator electric.
În punctul în care această energie potențială electrică a fost transformată într-un alt tip de energie, ea încetează să mai fie energie electrică potențială. Astfel, toată energia electrică este o energie potențială înainte de a fi livrată spre consum la destinația finală. Odată convertită din energia potențială, energia electrică poate fi numită întotdeauna un alt tip de energie (căldură, lumină, mișcare, etc.).
Se măsoară în kilowatt-oră.